# Thienemanniella
Thienemanniella is een muggengeslacht uit de familie van de Dansmuggen (Chironomidae). Het is genoemd naar de Duitse bioloog August Thienemann (1882-1960).

## Soorten
- T. acuticornis (Kieffer, 1912)
- T. caspersi Saether, 2003
- T. clavicornis (Kieffer, 1911)
- T. cubitus (Garrett, 1925)
- T. chuzeduodecima Sasa, 1984
- T. elana (Roback, 1957)
- T. flavescens (Edwards, 1929)
- T. lutea (Edwards, 1924)
- T. majuscula (Edwards, 1924)
- T. mallochi Sublette, 1970
- T. obscura Brundin, 1947
- T. oyabedilata Sasa, Kawai & Ueno, 1988
- T. partita Schlee, 1968
- T. similis (Malloch, 1915)
- T. vittata (Edwards, 1924)
- T. xena (Roback, 1957)